# Момильяно, Арнальдо
Арнальдо Момильяно (итал. Arnaldo Dante Momigliano; 5 сентября 1908, Пьемонт — 1 сентября 1987, Лондон) — итало-британский историк античности и историограф. Эмерит-профессор Университетского колледжа Лондона, именной профессор Чикагского университета (с 1975 года). Член Британской академии (1954). Иностранный член Американского философского общества (1969).

## Биография
Родился в старинной еврейской семье.
Окончил Туринский университет. Ученик Гаэтано Де Санктиса.
С 1932 года преподаватель в Римском университете.
В 1936 году, будучи 28-летним, благодаря наличию у него уже к тому времени множества публикаций, получил назначение профессором римской истории альма-матер, которую был вынужден оставить в 1938 году вследствие введения антиеврейских законов. Несмотря на то, что он вступил в Национальную фашистскую партию и поклялся в верности Бенито Муссолини, он стал гонимым и был вынужден эмигрировать.
С 1939 года в Англии, преподавал в Оксфордском университете, в 1947—1951 годах профессор античной истории в Бристольском университете, в 1952—75 годах занимал кафедру античной истории Университетского колледжа Лондона, затем эмерит (его преемником там стал Фергюс Миллар).
В 1962 году — профессор имени Сейдера в Калифорнийском университете в Беркли.
В 1967—1983 годах вёл свой семинар, получивший известность.
С 1975 года и до конца жизни — именной приглашённый профессор Чикагского университета.
Также являлся профессором Высшей педагогической школы в Пизе.
Британским подданным он так и не стал.
Жена, дочь.
Автор более семисот работ, его любимой литературной формой было эссе.
Его перу принаждежат биографии Филиппа II и римского императора Клавдия.
Его высоко оценивал М. Финли. 
Почётный рыцарь-командор ордена Британской империи (1974).
Л. Регаццони отмечает, что предвосхищение идеи, выдвинутой Арнальдо Момильяно в его прорывной статье "Ancient History and the Antiquarian", можно найти у Дройзена.

## Научные труды
- The Conflict Between Paganism and Christianity in the Fourth Century, Clarendon Press, 1963
- Studies in Historiography, Garland Pub., 1985, ISBN 978-0-8240-6372-6
- The Development of Greek Biography: Four Lectures, Harvard University Press, 1971; revised and expanded, Harvard University Press, 1993, ISBN 978-0-674-20041-8
- Alien Wisdom : The Limits of Hellenization, Cambridge University Press, 1975; reprint, Cambridge University Press, 1978, 1990, 1991, 1993 ISBN 978-0-521-38761-3
- Essays in Ancient and Modern Historiography, Wesleyan University Press, 1977, ISBN 978-0-8195-5010-1
- «History and Biography» and «Greek Culture and the Jews» in The Legacy of Greece, a new Appraisal, Moses I Finley (Ed), Clarendon Press, Oxford, 1981
- How to Reconcile Greeks and Trojans, North-Holland Pub. Co., 1982
- «Premesse per una discussione su Georges Dumézil», Opus 2 (1983): 329-42.
  - English translation: «Introduction to a Discussion of Georges Dumezil», in Studies on Modern Scholarship (see below), pp. 286—301.
- «Georges Dumézil and the Trifunctional Approach to Roman Civilization», History and Theory 23, no. 3 (1984): 312-20.
- "Two Types of Universal History: The Cases of E. A. Freeman and Max Weber, " The Journal of Modern History Vol. 58, No. 1, March 1986
- On Pagans, Jews and Christians, reprint, Wesleyan University Press, 1987, ISBN 978-0-8195-6218-0
- The Classical Foundations of Modern Historiography, University of California Press, 1990, ISBN 978-0-520-07870-3
- Essays on ancient and modern Judaism, Editor Silvia Berti, University of Chicago Press, 1994; ISBN 978-0-226-53381-0
- Studies on Modern Scholarship. Edited by G. W. Bowersock & T. J. Cornell. Berkeley: University of California Press, 1994.
- «The Rules of the Game in the Study of Ancient History», History and Theory 55, no. 1 (February 2016).
- Бесшумное падение империи в 476 году н. э. = La caduta senza rumore di un impero nel 476 d. C. / Перевод В. Г. Изосина.
- Древняя история и любители древностей (1950) // Науки о человеке: история дисциплин. / Сост. и отв. ред. А. Н. Дмитриев, И. М. Савельева. — М.: Изд. дом Высшей школы экономики, 2015. — 651, [5] с. — С. 604—648. — ISBN 978-5-7598-1209-8